# Proisotoma minima
Proisotoma minima är en urinsektsart som först beskrevs av Karel Absolon 1901.  Proisotoma minima ingår i släktet Proisotoma och familjen Isotomidae. Arten är reproducerande i Sverige. Inga underarter finns listade i Catalogue of Life.